# Nacht, Mutter
Nacht, Mutter (Originaltitel: ’night, Mother)  ist ein mehrfach preisgekröntes 2-Personen-Drama der Schriftstellerin Marsha Norman über einen Mutter-Tochter-Konflikt und den geplanten Suizid der Tochter.

## Geschichte
Das Stück wurde mit  Kathy Bates als Tochter und Anne Pitoniak als Mutter am American Repertory Theatre in Cambridge (Massachusetts) 1983 uraufgeführt. Anschließend lief es in derselben Besetzung am John-Golden-Theater auf dem Broadway, sowie 2004 in einer Neuauflage mit Brenda Blethyn und Edie Falco am Royale Theatre. Die erste Broadway-Aufführung erhielt 4 Tony-Award-Nominierungen. Die deutsche Uraufführung fand 1984 am Düsseldorfer Schauspielhaus unter Regie von Peter Heusch statt und in der Folgezeit gab es zahlreiche Aufführungen an vielen weiteren oft auch kleineren Theatern. Die deutsche Übersetzung stammt von Alissa Walser und wurde beim Rowohlt-Theater-Verlag veröffentlicht.
Nacht, Mutter wurde in mehr als 20 Sprachen übersetzt und erhielt 1983 den Pulitzer-Preis in der Sparte Drama, sowie den Susan-Smith-Blackburn-Preis, den Hull-Warriner Award und den Drama Desk Award.
Marsha Norman schrieb auch das Drehbuch für die Verfilmung von 1986 unter Regie von Tom Moore und mit Sissy Spacek und Anne Bancroft in den Hauptrollen. Im Gegensatz zur Theaterversion besitzt die Verfilmung neben den beiden Hauptdarstellern auch noch einige kleine Nebenrollen. Der Film erhielt von der Deutschen Film- und Medienbewertung FBW in Wiesbaden das Prädikat besonders wertvoll.

## Inhalt
Jessie ist Mitte 30 und leidet an Epilepsie und Depressionen. Sie wohnt mit ihrer Mutter Thelma zusammen und eröffnet dieser zu Beginn des Stückes in fast nebensächlichem Tonfall beim Sortieren der Wäsche, dass sie vorhat, sich am Ende des Tages umzubringen. Thelma hält dies zunächst für einen schlechten Scherz, erkennt dann aber schnell, wie ernst das Vorhaben ihrer Tochter ist. Sie versucht dann verzweifelt, Jessie umzustimmen. Nach und nach stellt sich heraus, dass Jessie ihren Suizid lange und bis ins Detail geplant hat. Beide stellen sich nun ihrer Vergangenheit, erörtern vergangene Konflikte und ziehen ein Fazit ihres bisherigen Lebens. Thelma gelingt es nicht, Jessie von ihrem Vorhaben abzubringen, denn diese ist nach sorgfältigem Abwägen aller Aspekte weiterhin der Meinung, dass sich das Weiterleben für sie nicht lohnt. Das Stück endet schließlich mit dem Suizid der Tochter.

## Rezension
In einer Theaterkritik der New York Times wird Nacht, Mutter als eines der bewegendsten und nachdenklichsten Stücke der letzten Jahre bezeichnet.